# Menyhért Miklós
Menyhért Miklós, született Mederl József Miklós (Kőszeg, 1878. december 6. – Kőszeg, 1970. február 2.) magyar építész és iparművész.

## Élete

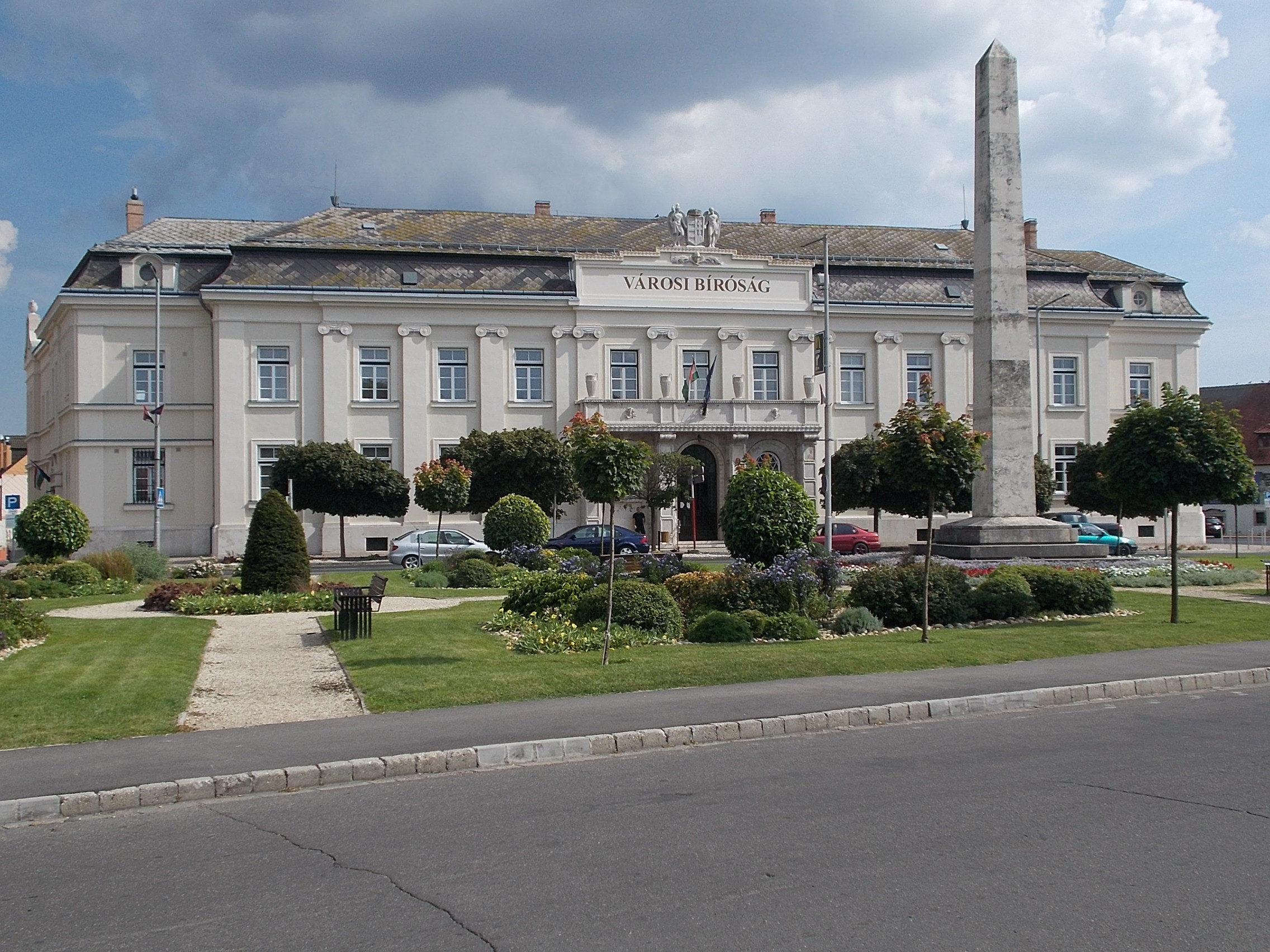
Városi Bíróság, Mosonmagyaróvár

Mederl János (1847–1914) és Gullner Anna fiaként született. Kőszegen végzett gimnáziumot, majd édesapja mellett dolgozott asztalosként. Az 1900-as évek elejétől tervezett geometrizáló szecessziós stílusú bútorokat a Mederl J. és Fia vállalattal, munkáival számos kiállításon is részt vett Magyarországon és külföldön. Építészeti terveket 1911-től 1943-ig készített. Több munkáját más építészekkel (pl. Schulek János, Rerrich Béla, Sárkány István, Györgyi Dénes, Löffler Samu Sándor, Szende Andor) közösen tervezte meg. Érdekesség, hogy ő tervezte a Városmajori Kós Károly Általános Iskola bútorait, de készített munkáslakás-berendezéseket is.
Oktatási tevékenységet is folytatott (1904–1911: Székesfővárosi Iparrajziskola, 1911–1914: Magyar Királyi Állami Felső Ipariskola), és több művészeti társaságnak, szervezetnek (Magyar Iparművészeti Társulat, Magyar Iparművészek Testülete, Budapesti Textilművészeti Műhely Rt., Képzőművészeti Tanács, Budapesti Mérnöki Kamara, Országos Irodalmi és Művészeti Tanács) tagja volt.
1943 után neve eltűnik a dokumentumokból. Lehetséges, hogy azonos azzal a 80 éves mérnökkel, akit 1958-ban a Vas Népe napilap ekkor köszöntött fel.
1970-ben hunyt el 91 éves korában. Halálát keringési elégtelenség okozta. Sírhelye jelenleg nem ismert.
Bár Menyhért a századelő és a Horthy-korszak jelentős építésze volt, munkásságát a 20. század második felében teljesen elfelejtették, megismerése és újraértékelése a közelmúltban kezdődött el.

## Ismert épületei

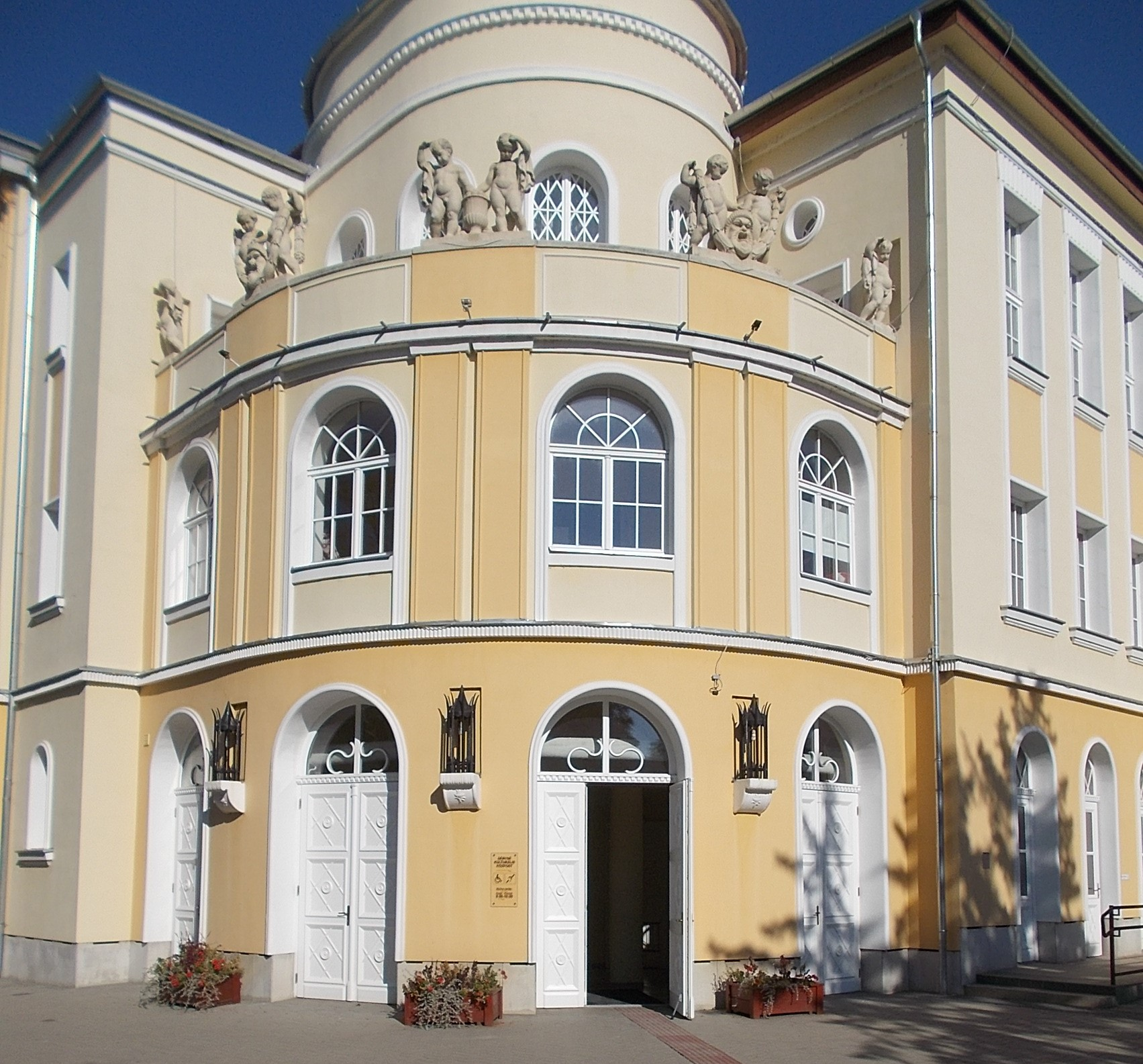
Kultúrház, Karcag

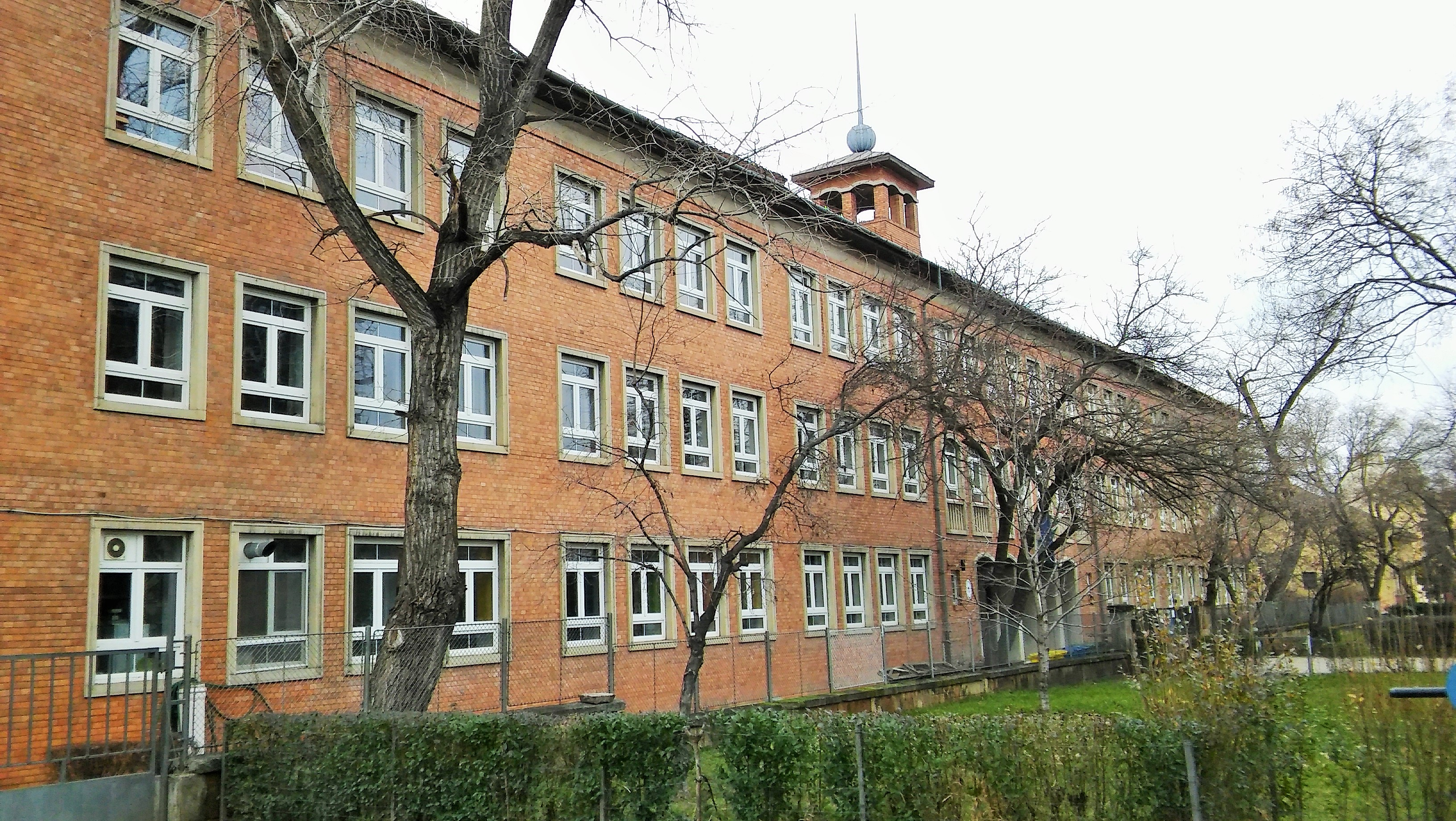
Kelenföldi leányiskola, Budapest, Bartók Béla út 141.

- 1913: Fegyver- és Gépgyár kétemeletes műhelye,[7] Budapest (Schulek Jánossal közös munka)[4]
- 1920: Hangya Szövetkezet gyára és raktárai,[8] Budapest[4]
- 1922: Lampart zománcedényüzeme,[9] tiszti bérháza és igazgatói épülete, Budapest[4]
- 1922: lakóház, Budapest, Kőér utca 34.[10]
- 1926–1927: Kultúrház (ma: Déryné Művelődési Központ és Városi Könyvtár), 5300 Karcag, Dózsa György út 5-7. (Rerrich Bélával közös munka)[4][11][12]
- 1928–1929: Városi Bíróság, Mosonmagyaróvár, Városkapu tér 4.[13]
- 1929–1930: barcelonai világkiállítás magyar pavilonja, Barcelona (Györgyi Dénessel közös munka, elpusztult)[4]
- 1931: lakóház, Budapest, Fenyves utca 10/a. / Orsó utca 17.[14]
- 1936: Budapesti Nemzetközi Vásár „Kézműipari remekek” pavilonja, Budapest[4]
- 1937: leányiskola (ma: Bethlen Gábor Általános Iskola és Gimnázium), Budapest, Bartók Béla út 141. (Sárkány Istvánnal közös munka)[4][15]
- 1939: elemi iskola, Budapest, Sörgyár és a Sibrik Miklós utcák saroktelekén[4]
- 1942: Budapesti Nemzetközi Vásár német pavilonja, Budapest[4]

### Tervben maradt épületek
- 1911: Székesfőváros Nyilvános Könyvtára, Budapest (Rerrich Bélával közös munka)[4][16]
- 1912 k.: Általános Takarékpénztár székháza, Kőszeg (Schulek Jánossal közös munka, I. díj)[4]
- 1912 k.: evangélikus templom, Kőszeg (Schulek Jánossal közös munka, III. díj)[4]
- 1912 k.: Trieszti Általános Biztosító Társulat palotája, Budapest (Schulek Jánossal közös munka, V. díj)[4]
- 1913: Erzsébet királyné budapesti emlékműve (Moiret Ödönnel közös munka)[17][18]
- 1916: Székesfővárosi krematórium, Budapest (Löffler Samu Sándorral és Szende Andorral közösen)[4]
- 1943: Országos Társadalombiztosító Intézet csepeli rendelőintézete, Budapest[4]